# Šediváčkův long
Šediváčkův long je mezinárodní etapový závod psích spřežení (sleddog race), který se koná každoročně v posledním lednovém týdnu v Orlických horách. Celková délka čtyřetapového závodu činí 222 km, spadá tedy do kategorie longtrail. Závod je náročný nejen svou délkou, ale i převýšením. Spřežení nastoupají celkem více než 7000 výškových metrů. V některých ročnících závodu je vypsána i kategorie „superlong“, jejíž délka v pěti etapách dosahuje 333 km. Poprvé se závod uskutečnil v roce 1997.

## Historie
Nultý ročník závodu, později prohlášený za ročník první, se uskutečnil z iniciativy mushera Pavla Kučery v únoru roku 1997. Závod byl pojmenován na památku psa Šediváčka, který byl jako volně pobíhající den před závodem v roce 1997 zastřelen. Od tohoto roku se závod jezdí každoročně, v lednu 2019 se pojede 23. ročník. Z dvaadvaceti ročníků se musel pro nedostatek sněhu pouze jediný (v r. 2014) uskutečnit na zkrácené trati na tréninkových kárách a koloběžkách.[zdroj?] Závodu se pravidelně účastní musheři z 9 až 11 evropských států.[zdroj?] Na startu závodu, v osadě Jedlová obce Deštné v Orlických horách, se sjede pravidelně kolem 600 psů severských plemen (Sibiřský Husky, Aljašský Malamut, Grónský pes, Samojed, Aljašský Husky a Evropský saňový pes).[zdroj?] Každoročně již od druhého ročníku je Šediváčkův long mistrovstvím ČR na dlouhé trati, v roce 2004 se VIII. ročník závodu konal jako mistrovství Evropy FISTC. Šediváčkův long si za svou existenci zajistil jistou mediální proslulost, o jeho průběhu a výsledcích informují regionální i celostátní deníky.

## Současnost
Šediváčkův long je součástí série čtyř extrémních závodů psích spřežení The Ultimate Sleddog Challenge, kdy další tři závody (INNERKREMS – Korutany Rakousko/90 km/4500 m převýšení, INZELL – Bavorsko/Německo/90 km/3000 m převýšení a TransAlp VAUDOISE – Švýcarsko/Vaud/100 km). Limitovaný počet startujících je po zpřístupnění přihlášek Šediváčkova longu naplněn vždy během několika málo podzimních týdnů. V propozicích závodu je pro spřežení všech tříd předepsána zátěž max. 7 kg na psa, obsahující úplnou výstroj a výzbroj pro přežití. Součástí závodu je i povinný bivak (přenocování na sněhu). S vedením závodu (Spolek Šediváčkův long) dlouhodobě spolupracuje obec Deštné v Orlických horách, i další obce, jejichž územím trasa závodu prochází. Od r. 2016 je Šediváčkův long začleněn mezi šest nejvýznamnějších sportovních akcí Královéhradeckého kraje.

## Trať závodu
Trať 1. etapy závodu tradičně začíná v osadě Jedlová a podle lyžařského areálu vede na hřebeny Orlických hor. V závislosti na stavu sněhu, na dohodě s vlastníky lesů a pozemků a na schválení dalších partnerů, vede trasa obvykle přes Sedloňovský Černý kříž, podél státní hranice na Masarykovu chatu, kolem vrcholu Velké Deštné k Pěticestí, do Orlického Záhoří a přes Luisino Údolí zpět do Jedlové. Místa pro celonoční bivak se střídají – v současnosti je prostor pro bivak poblíž osady Pádolí (část vesnice Uhřínov).

## Závodní třídy
- Závodní třídy se rozdělují na limitované třídy (čistokrevná plemena), otevřenou třídu (Čistokrevná plemena) a na třídu S – Skandinávskou (psy bez průkazu původu):

1. spřežení limitované třídy LT1 mají 3–4 psy
2. spřežení limitované třídy LT2 mají 5–8 psů
3. spřežení otevřené třídy LTO nesmí mít méně než 8 psů
4. spřežení v S – Skandinávské třídě LU má 3 a více psů

- Kategorie Pulka – lehké saně se dvěma ojkami, tažené jedním či dvěma psy za sebou
- Kategorie Skijering – lyžař, tažený jedním či dvěma psy
- BIKE – od roku 2018 se závodu zúčastňují i bikeři

## Zajímavosti
- 1998 – poprvé jako veřejný závod se 17 účastníky
- 1999 – první zahraniční účastníci
- 2000 – poprvé s povinným bivakem
- 2001 – premiéra superlong závodu na 333 km
- 2004 – VIII. ročník Šediváčkova longu se stal Mistrovstvím Evropy
- 2005 – trasa závodu poprvé překračuje hranice a vede po území dvou států
- 2005 – závod zařazen do série do série čtyř extrémních závodů psích spřežení o titul IRON SLED DOG MAN a ICE DOG. Další tři závody této série se konají v alpských zemích
- 2006 – premiéra digitálního sledování závodníků na trase
- 2008 – poprvé se psy závodí bikeři
- 2013 – čeští musheři se poprvé během závodu zúčastnili volby prezidenta republiky
- 2014 – Šediváčkův long se dokázal vyrovnat s akutním nedostatkem sněhu – ve zkráceném rozsahu se jel na kárách a koloběžkách
- 2016 – závod se začlenil mezi šest nejvýznamnějších sportovních akcí Královéhradeckého kraje
- 2017 – závod zařazen do série do série čtyř extrémních závodů psích spřežení ULTIMATE SLEDDOG CHALLENGE
- 2018 – obnovena kategorie závodu na 333 km – superlong